# Jan Babirecki
Jan Babirecki (ur. 1855 w Dzikowie, zm. 28 lipca 1902 w Pstrągowej koło Czudca) – polski pedagog i autor map historycznych Polski.

## Życiorys
Uczęszczał do szkół w Rzeszowie i Tarnowie, studiował w Wiedniu i Krakowie, gdzie po ich ukończeniu nauki przez kilkanaście lat prowadził zakład wychowawczy dla młodzieży. Przez pewien czas był kierownikiem prywatnego gimnazjum.
Pracował  nad geografią historyczną Polski, a owocem jego pracy były mapy Polski m.in. „Polska w r. 1772“, W wieku XIV i XV w., po kongresie wiedeńskim itd. Miał zamiar wydać atlas historyczny Polski, ale  choroba serca przerwała rozpoczętą pracę.

## Wybrane prace
- Mapa Rzeczypospoiitej Polskiej z przydaniem kart orientacyjnych trzech podziałów, księstwa Warszawskiego i okręgu wolnego miasta Krakowa, opracowana przez Jana Babireckiego, wydana została nakładem spółki wydawniczej w Krakowie (1895)[3]
- Ziemie polskie po kongresie wiedeńskim (1898)